# Pierre Pellegrin

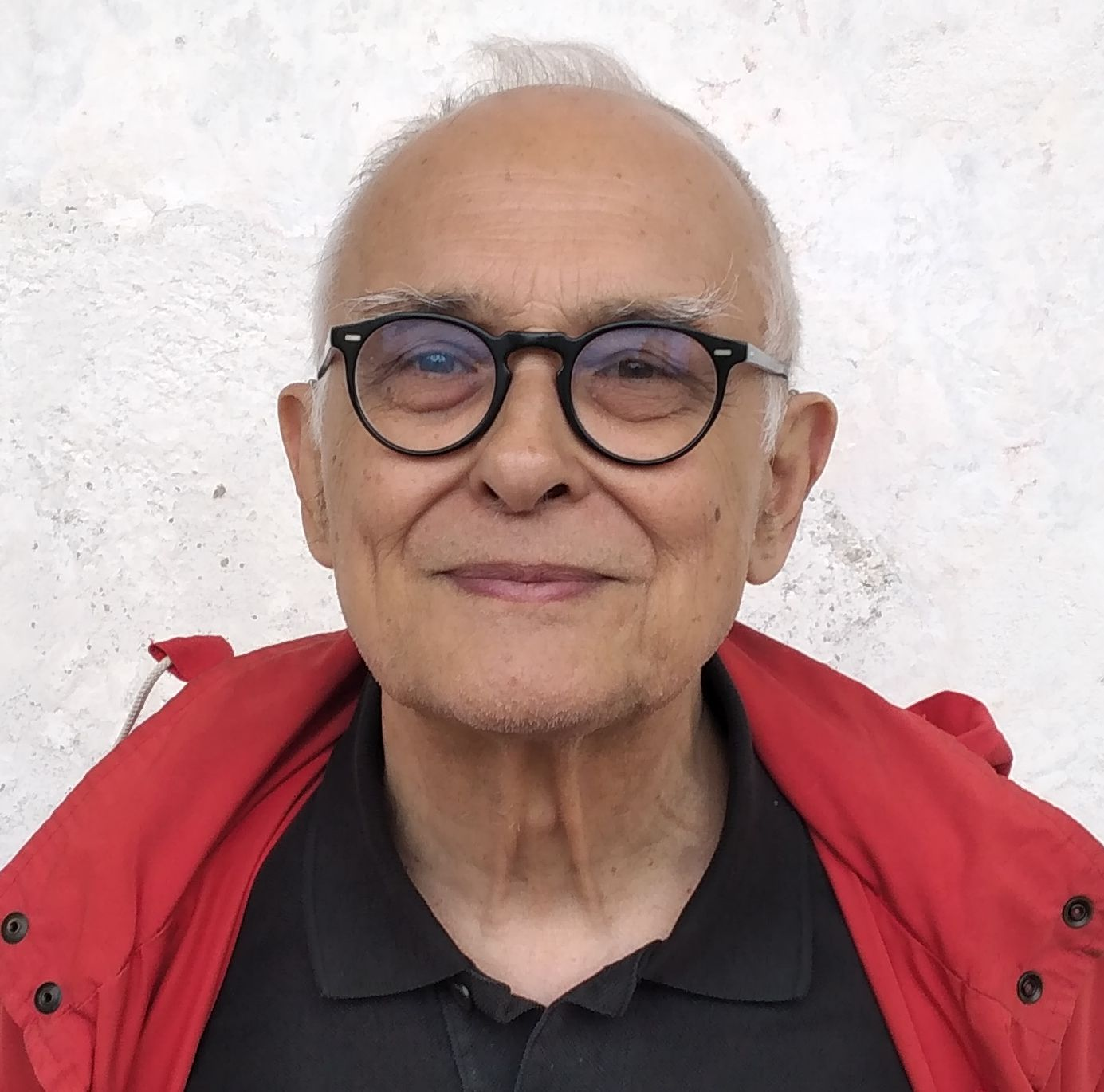
Pierre Pellegrin (2023)

Pierre Pellegrin (* 1944) ist ein französischer Philosophiehistoriker auf dem Gebiet der antiken Philosophie.
Pellegrin war bis zu seiner Pensionierung wissenschaftlicher Mitarbeiter am Centre national de la recherche scientifique in Paris. Er hatte zudem Gastprofessuren in den USA (Princeton University, Rutgers University) und Kanada (Université de Montréal) inne.
Seine Forschungsschwerpunkte sind die Naturphilosophie (insbesondere die Biologie) und die Politik des Aristoteles, die Geschichte der antiken Medizin und der antike Skeptizismus. Er hat zudem Übersetzungen von Texten unter anderem des Aristoteles, des Galen und des Sextus Empiricus vorgelegt.

## Schriften (Auswahl)
Monographien
- L’Excellence menacée. Sur la philosophie politique d’Aristote. Classiques Garnier, Paris 2017, ISBN 978-2-406-06368-1.
  - Englische Übersetzung: Endangered excellence. On the political philosophy of Aristotle. State University of New York Press, 2020, ISBN 9781438479583.
- mit Michel Crubellier: Aristote, le philosophe et les savoirs. Éditions du Seuil, Paris 2002, ISBN 978-2-02-033388-7.
- Le Vocabulaire d’Aristote. Éditions Ellipses, 2001, ISBN 978-2-7298-0454-1.
- La Classification des animaux chez Aristote. Statut de la biologie et unité de l’aristotélisme. Les Belles Lettres, Paris 1982, ISBN 978-2-251-32621-4.
  - Englische Übersetzung: Classification of Animals. University of California Press 1986.

Herausgeberschaften
- mit Mary Louise Gill (Hrsg.): A Companion to Ancient Philosophy. Blackwell, 2006; Wiley-Blackwell, Chichester 2009, ISBN 978-0-631-21061-0.
- mit Monique Canto-Sperber (Hrsg.): Le style de la pensée. Recueil de textes en hommage à Jacques Brunschwig. Les Belles Lettres, Paris 2002.

Übersetzungen
- (Hrsg.): Aristote, Oeuvres complètes. Éditions Flammarion, Paris 2014, ISBN 978-2-08-127316-0.
- Sénèque, La Vie heureuse. Flammarion, Paris 2005, ISBN 978-2-08-071244-8.
- mit Jacques Brunschwig: Les philosophes hellénistiques. Flammarion, Paris 2001, ISBN 978-2-08-070641-6 (Übersetzung von: Anthony A. Long, David Sedley: The Hellenistic Philosophers. Cambridge University Press, Cambridge 1987).
- Aristote, Physique. Flammarion, Paris 2000, ISBN 978-2-08-070887-8.
- Claude Galien, Traités philosophiques et logiques. Flammarion, Paris 1998, ISBN 978-2-08-070880-9.
- Sextus Empiricus, Esquisses pyrrhoniennes. Éditions du Seuil, Paris 1997, ISBN 2020262983.
- Aristote, Les Politiques. Flammarion, Paris 1990, ISBN 978-2-08-070490-0.